# Kauno baldai
AB Kauno baldai (dt. 'Kaunas Möbel') ist ein litauisches Unternehmen der Möbel-Branche mit Sitz in Kaunas. 2006 erzielte es einen Umsatz von 54,86 Mio. Litas (15,9 Mio. Euro) und den Gewinn von 21,261 Mio. Lt (6 Mio. Euro). Eine Filiale befindet sich in Visaginas.
Der Hauptaktionär ist das litauische Unternehmen UAB SBA Furniture Group, das dem litauischen Möbelkonzern UAB SBA gehört.

## Geschichte
1880 wurde die Möbelfabrik „Elena“ im Stadtteil Žemoji Freda errichtet. Damals arbeiteten dort 200 Mitarbeiter. Man stellte Möbel und Parkett her. 1954 wurde ein Kombinat (Kauno baldų kombinatas) mit  drei großen Betrieben („Lietmedis“, „Raudonoji žvaigždė“, „Maumedis“) in Sowjetlitauen errichtet. 1955 kam dazu noch „Kriūkų laivų statykla“ in der Rajongemeinde Šakiai. Ab 1965 stellte man auch Küchenmöbel her. 1974 gründete man Gamybinis susivienijimas „Kauno baldai“. 1977 gab es 2800 Mitarbeiter.
1992 wurde Akcinė bendrovė „Kauno baldai“ nach der Privatisierung des Staatsbetriebs registriert. August 1998 wurde  AB „Kauno baldai“ ein Tochterunternehmen des litauischen Konzerns UAB SBA. 2011 nahm „Kauno baldai“ als erstes litauisches Unternehmen an der Möbelmesse  „Salone Internazionale del Mobile“ in Mailand (Italien) teil. 2013 bekam „Kauno baldai“ eine Auszeichnung der litauischen Arbeitsbörse (für Integration zum Arbeitsmarkt).